# Babylons hængende haver
Babylons hængende haver var et haveanlæg i Babylon i det nuværende Irak. De tilskrives enten dronning Semiramis eller kong Nebukadnesar 2. Sidstnævnte skal have bygget dem omkring 600 f.Kr. til opmuntring for sin mediske dronning, Amyitis, der led af hjemve.
Haverne beskrives i overstrømmende vendinger af flere græske historikere som Strabon og Diodorus Siculus, men derudover er der ikke nogen håndfaste beviser på deres eksistens. Faktisk omtales haverne ikke i nogen babyloniske kilder, selvom der findes beretninger om kongens palads. Herodot beskrev Babylons bymure og Babelstårnet, og hans beretninger bakkes delvis op af arkæologiske fund; men Herodot nævner ikke haverne med et ord. Udgravninger i Babylon har givet visse fund, men endnu ikke noget som kan forklare eller retfærdiggøre de fortællinger, der knyttes til haverne, som blev regnet blandt verdens syv underværker.
Muligvis var de taghaver. En alternativ teori foreslår, at havernes placering er blevet forvekslet med Ninive, hvor man har fundet tavler, som viser sådanne haver, der kan være opført af den assyriske hersker Sankerib. Betegnelsen "hængende" er formodentlig opstået ved en oversættelsesfejl, da de næppe hang som f.eks. opspændt i reb, men mere var "skrånende" haver, dvs. terrasser som en forlængelse af flodbredden. Øverst har der været en dam eller cisterne, og fra den er der så løbet vand ned over skråningen. Under skråningernes jordlag har der været asfalteret, så vandet ikke løb igennem. Vandet i cisternen er så blevet hejst op fra en underjordisk kanal, som er gået ud i floden. En fordel ved de hængende haver var, at vandet ikke sank ned i jorden, og at man kunne skylle saltet ud af jorden igen, fordi den skrånede, og planterne kunne godt gro i den tynde jord, bare den aldrig tørrede ud.